# Kanoge (Nsimbo)
Kanoge è una circoscrizione rurale (rural ward) della Tanzania situata nel distretto di Nsimbo, regione di Katavi. Conta una popolazione di 17 399 abitanti (censimento 2022).